# Menhir Pizzilonghi-Urpinara
Le menhir Pizzilonghi-Urpinara (en italien : menhir Pizzilonghi-Urpinara) est un monolithe datant du Néolithique ou de l'Âge du bronze situé près de Minervino di Lecce, commune de la province de Lecce, dans les Pouilles.

## Situation
Le menhir se trouve à Cocumola (it), une frazione de Minervino di Lecce située à environ trois kilomètres au sud de la commune ; il se dresse dans un pré bordant la Via Don Bosco.

## Description
Le menhir, incliné vers le nord-est à environ 30 degrés, mesure 2,07 m de longueur,.

## Histoire
Le menhir est signalé dans La Gazzetta del Mezzogiorno du 23 mars 1965.